# Francisco René Santucho
Francisco René Santucho (Santiago del Estero, 9 de agosto de 1925 - Tucumán, 1 de abril de 1975) fue un militante político argentino que formó parte del Partido Revolucionario de los Trabajadores.

## Biografía
A comienzos de la década de 1950 fundó la Librería Aymara y el Centro Cultural "Dimensión", donde auspició charlas y conferencias de intelectuales como el Premio Nobel de Literatura Miguel Ángel Asturias, Juan José Hernández Arregui, Bernardo Canal Feijóo, Orestes Di Lullo y Witold Gombrowicz[cita requerida], entre otros. 
Aunque en su juventud había acogido los ideales nacionalistas y anticomunistas; más tarde, influenciado por sus hermanos Amílcar Santucho y Mario Roberto Santucho, se inclinó hacia la izquierda.

## Fundación del FRIP
Junto a Oscar Asdrúbal, "Petaca" Rizo Patrón, Hugo Ducca y otros, fundó el Frente Revolucionario Indoamericano y Popular, un partido político que reivindicaba una tercera posición, de Nacionalismo Latinoamericano, alejado del comunismo estalinista soviético y del capitalismo estadounidense.
A fines de 1963, los hermanos Santucho hacen contactos con "Palabra Obrera", de tendencia trotskista. Liderado un sector por Bengochea, metalúrgico de Avellaneda, y el otro que contaba con el aparato del Partido, por Nahuel Moreno. Se hace propuesta de trabajo de frente único. 
En el primer Congreso de Unificación del 25, 26 y 27 de mayo de 1965, nace el PRT (Partido Revolucionario de los Trabajadores). 
Francisco René, a pesar de sus desacuerdos con Roby, en cuanto al enfoque de la vía armada como única posibilidad para la liberación popular, le fue fiel consecuentemente. Se integró total y activamente al PRT, lo que le valió ser detenido en 1970 y alojado en la cárcel de Caseros, en Buenos Aires. Salió del país con opción, rumbo a Lima, Perú, en 1971. Hizo un viaje a Chile, durante la presidencia de Salvador Allende.
El Negro Santucho, como lo llamaban sus amigos se dedicó a investigar la Historia Colonial, pero los manuscritos de esa obra se perdieron en el tiempo de su secuestro, mientras estaba realizando el acopio de datos para la que hubiera sido su obra más importante. En La Paz, Bolivia, estudio el idioma quechua.
En Santiago del Estero, y durante la década del 50 y 60, desarrolló una intensa actividad como promotor de la cultura. Inició sus actividades en el Grupo Aymará, con la librería de ese nombre, ubicada en el Solar de los Taboada (Buenos Aires 146), donde también organiza el Grupo Seisepse, que se dedicará a organizar grupos de estudio, con tendencia hacia la política.
Más tarde esa librería se denominará Dimensión y se instalará en el pasaje Tabycast (1957). Entre las actividades que lleva a cabo está la conformación del Grupo Dimensión, grupo ideológicamente heterogéneo, que organizaban exposiciones de pintura, presentación de libros, mesas redondas, invitaba a intelectuales de otras provincias y del exterior. Algunos de sus amigos lo consideran la cabeza del grupo continuador del ya extinto movimiento de La Brasa, entre sus integrantes se contaban: Bernardo Canal Feijóo, Orestes Di Lullo, Mariano Paz, Alberto Alba, Carlos Manuel Fernández Loza, Ciro Orieta, Juan Carlos Martínez, Julio Carreras (padre), Carlos V. Zurita, Alfredo Gogna, Bernardo Ponce y Fany Olivera Paz.
Publicó varios opúsculos, de especial importancia es su trabajo sobre los aborígenes de Santiago del Estero, y publicó además, seis números de la revista Dimensión, entre 1956 y 1962.
Francisco René Santucho, casado con Gilda Roldán, tuvo con ella tres hijos: René, Elmina y Francisco. El primero, nacido con problemas neurológicos que le suscitaron una discapacidad, falleció a los tres años. El último, Francisco, no llegó a ser conocido por su padre, que fue secuestrado poco antes de su nacimiento. En la actualidad Elmina es abogada, defensora de los Derechos Humanos en Santiago del Estero. Y Francisco, conduce actualmente, con su madre, la librería Dimensión, que continúa siendo un importante centro cultural en esta provincia argentina.
Su esposa y sus hijos trabajan ahora en la edición de todas las obras que  se conservan de este escritor, la mayor parte de ellas investigaciones sobre la relación entre el quechua peruano y el quichua santiagueño, así como estudios sobre el proceso cultural indígena en el periodo colonial.
Publicación de su obra
El jueves 3 de noviembre de 2016 se ha presentado en el Salón de Usos Múltiples (SUM) de la Universidad Nacional de Santiago del Estero las Obras completas de Francisco René Santucho. De dicha edición han participado 5 editoriales: Colectivo AlCarajo, UMAS, Dimensión, INDES (Instituto de Estudios para el Desarrollo Social) FHCSyS-UNSE y Barco Edita. La iniciativa de la publicación de las Obras completas de Francisco René Santucho ha sido iniciativa del Colectivo AlCarajo y tras la aceptación, la colaboración y la generosidad de familiares y de Dimensión se han ido incorporando a la tarea las demás editoriales.